# Karel Nagel
Karel Nagel (Amsterdam, 19 april 1934 – Amsterdam, 7 januari 1979) was een Nederlands politicus. Hij was van 1973 tot 1977 namens de Partij van de Arbeid (PvdA) lid van de Tweede Kamer der Staten-Generaal.

## Levensloop
Nagel groeide op in Amsterdam en Hilversum. Hij studeerde scheikunde aan de Universiteit van Amsterdam, maar wist deze studie niet te voltooien. Na zijn studie was hij als medewerker afdeling leefmilieu werkzaam bij het Centraal Bureau voor de Statistiek. Als lokaal partijbestuurder was hij actief voor de PvdA in Amsterdam. Nagel was onder meer voorzitter van de afdeling Transvaal-Oosterpark.
In 1970 werd hij gekozen in de Provinciale Staten van Noord-Holland en in 1973 kwam Nagel tussentijds in de Tweede Kamer. In het parlement hield hij zich vooral bezig met milieuhygiëne. Als atoompacifist stemde hij consequent tegen artikelen van de begrotingen van Defensie die verband hielden met kernbewapening en behoorde hij tot een minderheid van zijn fractie die in 1976 vóór een motie inzake denuclearisering van de Nederlandse krijgsmacht stemde. Zijn Kamerlidmaatschap bleef beperkt tot één periode; op 8 juni 1977 nam hij afscheid van het parlement.
In 1979 overleed Nagel op 44-jarige leeftijd.

## Persoonlijk
Karel Nagel was van 1964 tot 1973 getrouwd met Rie de Boois, die net als hij lid was van de Tweede Kamer. In 1977 hertrouwde hij. Alhoewel hij sympathiseerde met de vernieuwingsbeweging Nieuw Links was hij geen familie van Jan Nagel.
- Biografisch Portaal: 69632956
- Parlement.com: vg09llf3xixx